# GLO1
GLO1 (англ. Glyoxalase I) – білок, який кодується однойменним геном, розташованим у людей на короткому плечі 6-ї хромосоми. Довжина поліпептидного ланцюга білка становить 184 амінокислот, а молекулярна маса — 20 778.
| 10         |  | 20         |  | 30         |  | 40         |  | 50         |
| ---------- |  | ---------- |  | ---------- |  | ---------- |  | ---------- |
| MAEPQPPSGG |  | LTDEAALSCC |  | SDADPSTKDF |  | LLQQTMLRVK |  | DPKKSLDFYT |
| RVLGMTLIQK |  | CDFPIMKFSL |  | YFLAYEDKND |  | IPKEKDEKIA |  | WALSRKATLE |
| LTHNWGTEDD |  | ETQSYHNGNS |  | DPRGFGHIGI |  | AVPDVYSACK |  | RFEELGVKFV |
| KKPDDGKMKG |  | LAFIQDPDGY |  | WIEILNPNKM |  | ATLM       |  |            |

A: Аланін

C: Цистеїн

D: Аспарагінова кислота

E: Глутамінова кислота

F: Фенілаланін

G: Гліцин

H: Гістидин

I: Ізолейцин

K: Лізин

L: Лейцин

M: Метіонін

N: Аспарагін

P: Пролін

Q: Глутамін

R: Аргінін

S: Серин

T: Треонін

V: Валін

W: Триптофан

Кодований геном білок за функціями належить до ліаз, фосфопротеїнів. 
Задіяний у таких біологічних процесах, як ацетилювання, альтернативний сплайсинг. 
Білок має сайт для зв'язування з іонами металів, іоном цинку. 